# Roeboides microlepis
Roeboides microlepis är en fiskart som först beskrevs av Reinhardt, 1851.  Roeboides microlepis ingår i släktet Roeboides och familjen Characidae. IUCN kategoriserar arten globalt som livskraftig. Inga underarter finns listade i Catalogue of Life.